# (12834) Bomben
(12834) Bomben est un astéroïde de la ceinture principale.

## Description
(12834) Bomben est un astéroïde de la ceinture principale. Il fut découvert le 4 février 1997 à Kitt Peak par le projet Spacewatch. Il présente une orbite caractérisée par un demi-grand axe de 2,18 UA, une excentricité de 0,15 et une inclinaison de 4,1° par rapport à l'écliptique.

## Compléments